# Мамешево (Сергачский район)
Мамешево — деревня в Сергачском районе Нижегородской области России. Входит в состав Лопатинского сельсовета.

## География
Деревня находится в юго-восточной части Нижегородской области, в зоне хвойно-широколиственных лесов, к западу от автодороги 22Н-3724, на расстоянии приблизительно 14 километров (по прямой) к юго-западу от города Сергача, административного центра района.
Климат
Климат характеризуется как умеренно континентальный, с коротким тёплым летом и холодной снежной зимой. Среднегодовая температура — 3,6 °C. Средняя температура воздуха самого тёплого месяца (июля) — 20 — 22 °C; самого холодного (января) — −11,5 °C. Среднегодовое количество атмосферных осадков составляет 450—500 мм, из которых большая часть выпадает в тёплый период.
Часовой пояс
Деревня Мамешево, как и вся Нижегородская область, находится в часовой зоне МСК (московское время). Смещение применяемого времени относительно UTC составляет +3:00.

## История
12 января 1942 года около деревни Мамешево потерпел крушение самолёт ПЕ-2, на котором летел авиаконструктор Петляков со своей группой из Казани в Москву на беседу с руководителями государства. Все погибли; авиаконструктора похоронили в Казани на Арском кладбище.
Место катастрофы — 1 км от деревни Мамешево и 3 км от станции Камкино Казанской железной дороги.

## Население
| 2002 | 2010 |
| ---- | ---- |
| 37   | ↘30  |

Национальный состав
Согласно результатам переписи 2002 года, в национальной структуре населения русские составляли 100 %.

## Инфраструктура
Личное подсобное хозяйство с зоной сельскохозяйственного использования, индивидуальная застройка усадебного типа.
Основа экономики — сельское хозяйство.

## Достопримечательности, памятные места
Памятник (мемориал) авиаконструктору В. М. Петлякову и его экипажу.

## Транспорт
Деревня доступна автотранспортом.